# Къпиновски манастир
Къпиновският манастир „Свети Никола“ е български православен манастир, част от Великотърновската епархия.

## Местоположение
Разположен е на река Веселина в землището на село Къпиново, Великотърновско.

## История
Основан е през 1272 г. по времето на цар Константин I Асен Тих. За това свидетелства надпис на апсидата на манастирската черква.
По църковно предание основател е св. Сергий Къпиновски. През турското владичество манастирът е опустошаван многократно, последно през 1798 година от кърджалиите. През 1794 година игумен на манастира е Софроний Врачански, който донася препис на „История славянобългарска“.
През 1835 г. игуменът на манастира заръчва на дряновските майстори Пенчо и Рачо да възстановят манастира във вида, в който той може да бъде видян и днес. Тогава започва изграждането на църквата – дълга, еднокорабна, безкуполна сграда от камък. В нея се намира дърворезбован иконостас с много икони. Рисувани са между 1811 и 1820 година от представителите на Тревненската художествена школа Папа Витан Млади и Цаню Захариев-Стари и Йоан Попович от Елена. Единственият стенопис е на източната стена – „Страшният съд“, дело на разградския зограф Йоан Попович (Попрайков) от 1845 г.
Най-мащабното строителство в манастира е между 1856 и 1864 г. Тогава са изградени двуетажните жилищни сгради в източната му част, чиято външна стена е дебела 1,5 метра. Средствата са дарени от братя Хорозови от Елена. На втория етаж е построен параклисът „Въведение Богородично“, изографисан от Алекси Атанасов. На първия етаж има втори параклис, „Благовещение“, украсен от тетевенски майстори. В параклис на двора е погребан един от двамата ктитори – Теодосий Хорозов.
Къпиновският манастир е бил важно духовно и културно средище. Към него е действало килийно училище. В него са намирали подслон четите на капитан Дядо Никола, хаджи Ставри Койнов, Филип Тотю, както и Васил Левски, Ангел Кънчев и Матей Преображенски – Миткалото.

## Други
Къпиновският манастир е сборище на Великотърновските рокери, както и на техните побратими от цялата страна. С Къпиновския мотосъбор традиционно се открива летния рокерски сезон.
На Къпиновския манастир е наречена улица в квартал „Орландовци“ в София (Карта).